# Ruta 109 (Costa Rica)
La Ruta 109, oficialmente Ruta Nacional Secundaria 109, es una ruta nacional de Costa Rica ubicada en la provincia de San José.

## Descripción
En la provincia de San José, la ruta atraviesa el cantón de Goicoechea (el distrito de Calle Blancos), el cantón de Moravia (el distrito de San Vicente).